# 뉴욕 뉴욕 (영화)
《뉴욕 뉴욕》(영어: New York, New York)은 1977년 개봉한 미국의 로맨틱 뮤지컬 드라마 영화이다.

## 줄거리
1945년 대일 전승 기념일에 색소폰 연주자 지미와 미국 위문 협회 소속 무명 가수 프랜신은 우연히 뉴욕의 한 나이트클럽에서 만나게 된다. 두 사람은 함께 일하게 되면서 사랑과 집착이 뒤섞인 복잡한 관계로 발전한다. 지미의 변덕스러운 성격과 다툼은 프랜신을 힘들게 하고, 결국 프랜신이 임신한 후에도 이들의 관계는 계속 갈등을 겪는다. 심한 다툼 끝에 프랜신은 출산하게 되지만, 지미는 아들과 아내를 버리고 떠난다.
시간이 흘러 프랜신은 “But the World Goes Round”라는 곡으로 큰 성공을 거두며 인기 가수로 자리매김한다. 지미 또한 유명한 재즈 음악가이자 클럽 주인이 된다. 이렇게 각자의 분야에서 성공한 두 사람은 프랜신이 본인이 직접 작사한 “New York, New York”을 공연하는 나이트클럽에서 다시 만나게 된다. 공연 후 두 사람은 함께 과거를 회상하고, 지미는 프랜신에게 저녁 식사를 제안한다. 하지만 프랜신은 망설이다가 결국 약속 장소에 나타나지 않는다. 홀로 남은 지미는 쓸쓸히 길을 나선다.

## 출연진
- 라이자 미넬리 - 프랜신 에번스 역
- 로버트 드니로 - 지미 도일 역
- 라이어널 스탠더 - 토니 하웰 역
- 배리 프라이머스 - 폴 윌슨 역
- 메리 케이 플레이스 - 버니스 베넷 역
- 프랭크 시베로 - 데이 디무지오 역
- 조지 올드 - 프랭키 하트 역
- 조지 머몰리 - 니키 역
- 해리 노섭 - 앨러배마 역
- 딕 밀러 - 팜 클럽 주인 역
- 클래런스 클레먼스 - 세실 파월 역
- 케이시 케이섬 - DJ 미드나이트 버드 역
- 잭 헤일리 - 사회자 역

## 제작
《뉴욕 뉴욕》을 제작한 차토프윙클러 프로덕션에서는 애초에 《록키》가 흥행에 실패할 것이라고 짐작했지만 1년 후 개봉할 《뉴욕 뉴욕》이 틀림없이 흥행에 성공해 《록키》의 손실을 보전할 것이라고 생각했기 때문에 《록키》의 제작을 감행했다. 결과적으로 보면 《뉴욕 뉴욕》 덕분에 《록키》가 촬영될 수 있었던 것이다. 하지만 예상과는 정반대로 《록키》가 공전의 대박을 치면서 후속작이 계속 나오게 된 반면 《뉴욕 뉴욕》은 흥행에 실패했으며 《록키》의 수익으로 적자를 메울 수 있었다.

## 기타 제작진
- 협력 제작: 진 커크우드
- 미술: 보리스 레빈
- 의상: 시어도라 밴렁클
- 헤어: 시드니 길러로프

## 우리말 녹음
KBS 성우진 (1997년 9월 28일)
- 오세홍 - 지미 도일 (로버트 드니로)
- 최덕희 - 프랜신 (라이자 미넬리)
- 김병관
- 유민석
- 최수민
- 탁원제
- 노민
- 김익태
- 유동현
- 김정주
- 홍승섭
- 김순영
- 구자형